# Palhwisa
Palhwisa (Palhuissa) era un regne i una ciutat al nord-est de l'Imperi hitita, en una regió que va ser saquejada pels kashkes cap a l'any 1330 aC i on el rei Subiluliuma I va fer operacions a la part final del seu regnat. El regne era probablement vassall dels hitites.
En la segona campanya de Mursilis II durant el tercer any del seu regnat, el rei va tornar a Ishupitta, per segona vegada i altra vegada va obtenir la victòria, però els caps de la revolta, Pazzanna i Nunnuta, antics vassalls dels hitites, van poder fugir, i es van dirigir a Palhwisa (Palhwišša) on van haver de reclutar contingents locals que no van ser enemic per l'exèrcit regular hitita, que els va derrotar i el rei va poder destruir la ciutat pel foc i la va saquejar; l'exèrcit dels kashkes va fugir; llavors el rei es va dirigir a Istahara on va acampar i des on va enviar gra a la capital; els caps rebels es van dirigir a la ciutat de Kammamma, i el rei, en una carta, en va demanar l'entrega o en cas contrari destruiria la ciutat; la ciutat va agafar als dos rebels i els va matar i després es va sotmetre a Mursilis.